# Igor Kralevski
Igor Kralevski (Skoplje, 13. novembra 1978), bivši je makedonski fudbaler i igrač ruske Luč-Energije iz Vladivostoka.
Kralevski je pred sam kraj letnjeg prelaznog roka 2005. godine stigao kao pojačanje i brzo se nametnuo u prvi tim. U leto iste godine igrao je i par minuta za makedonsku reprezentaciju, debitovavši 4. juna protiv Armenije. Prvi deo sezone igrao je solidno, pa se na zimu javilo zanimanje nekih inostranih klubova poput nemačkog Bohuma i moskovskog Torpeda. Ipak, ostao je u Splitu. Usledile su neke slabije igre koje su kulminirale crvenim kartonom protiv Rijeke na Poljudu, kada je Igor bez jednog igrača doživio sramotan poraz od 0:4. Za makedonca je krenulo sve lošije, dok ga novi trener Zoran Vulić nije odlučio precrtati u svojim vizijama tima za novu sezonu. 
Ostao je još celu jesen, a onda na zimu pronašao par klubova sa istoka koji su bili spremni ponuditi mu ugovor. Nakon probe potpisao je ugovor za rusku Luč-Energiju.